# Mordechai Gur

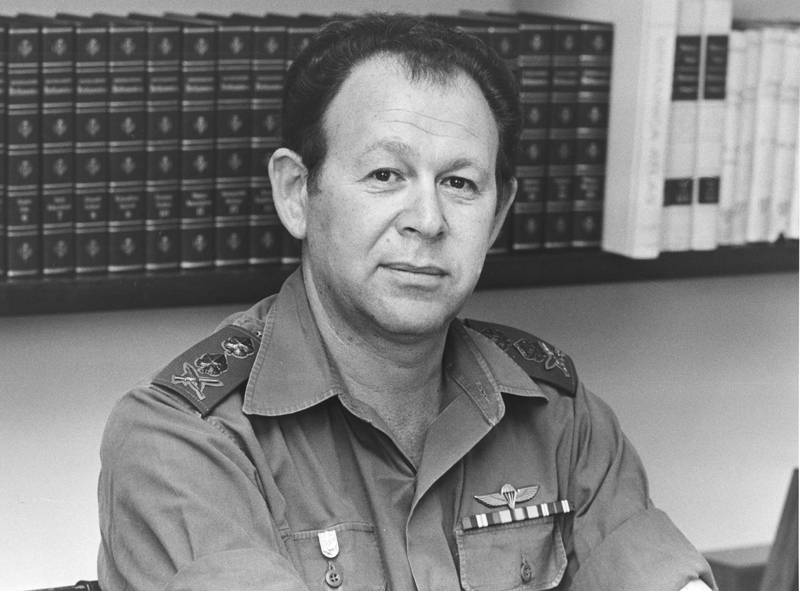
Mordechai Gur

Mordechai „Motta“ Gur (hebräisch מרדכי "מוטה" גור, * 6. Mai 1930 in Jerusalem; † 16. Juli 1995 in Tel Aviv) war ein israelischer Generalleutnant (Rav-Aluf) und Politiker der Arbeiterpartei (Awoda). Er war zwischen 1974 und 1978 der 10. Generalstabschef der Streitkräfte, später mehrere Jahre Abgeordneter der Knesset sowie zeitweise Minister.

## Leben

### Militärische Laufbahn und Aufstieg zum Generalstabschef
Mordechai Gur trat bereits als Jugendlicher der zionistischen paramilitärischen Untergrundorganisation Hagana bei und diente im Palästinakrieg zwischen November 1947 und Mai 1948 in der Negev-Brigade. Nachdem er zwei Jahre als Kompaniechef in der Nachal gedient und als Fallschirmjäger verschiedene militärische Operationen geleitet hatte, wurde er 1955 während einer Militäroperation in Chan Yunis verwundet. Während der Sueskrise 1956 war er Chef einer Fallschirmjägerkompanie und im Anschluss 1957 stellvertretender Kommandeur der Israelischen Fallschirmjäger-Brigade. Nach dem Besuch der Militärschule Saint-Cyr zwischen 1959 und 1960 wurde er 1961 zum Kommandeur der Golani-Brigade ernannt und war danach zwischen 1963 und 1965 Leiter der Operationsabteilung der Streitkräfte.
Im Anschluss war Gur, der auch ein Studium der Ostwissenschaften an der Hebräischen Universität Jerusalem absolvierte, von 1965 bis 1966 Chef der Kommandeur- und Hauptquartierschule sowie danach Kommandeur der Fallschirmjäger-Reservebrigade. Während des Sechstagekrieges im Juni 1967 war er Kommandeur der Einheit, die die Jerusalemer Altstadt eroberte. In der Folgezeit war er Kommandeur der Streitkräfte im Gazastreifen sowie im Bereich der nördlichen Sinai-Halbinsel.
1969 wurde Gur zum Generalmajor (Aluf) befördert und als solcher als Nachfolger von David Elazar Kommandeur des Nordkommandos. Nachdem er zwischen 1972 und 1973 Militärattaché an der Botschaft in den USA war, wurde er im Januar 1974 nach dem Jom-Kippur-Krieg als Nachfolger seines eigenen Nachfolgers Jitzchak Chofi erneut Kommandeur des Nordkommandos.
Am 14. April 1974 wurde Motta Gur zum Generalleutnant (Rav-Aluf) befördert sowie als Nachfolger von Generalleutnant David Elazar Chef des Generalstabes der Streitkräfte und bekleidete diese Funktion bis zu seiner Ablösung durch Generalleutnant Rafael Eitan am 1. April 1978.

### Wirtschaftsmanager und politische Laufbahn
Nach seinem Ausscheiden aus dem aktiven militärischen Dienst wurde Gur, der 1979 ein Studium an der Harvard Business School abgeschlossen hatte, als Direktor beim öffentlichen Unternehmen Koor Industries und arbeitete dort bis 1984.
Bei der Knessetwahl am 20. Juli 1981 wurde Gur erstmals zum Abgeordneten in die Knesset gewählt und vertrat dort bis zu seinem Suizid am 16. Juli 1995 die Interessen der Arbeiterpartei (Awoda). Während dieser Zeit war er Mitglied verschiedener Ausschüsse wie dem Ausschuss für Auswärtige Angelegenheiten und Verteidigung, für Einwanderung und Integration sowie für Staatskontrolle.
Am 13. September 1984 wurde er von Ministerpräsident Schimon Peres als Nachfolger von Elieser Schostak zum Gesundheitsminister in der 21. Regierung berufen. Von diesem Ministeramt trat er am 20. Oktober 1986 mit dem Ende von Peres’ Amtszeit zurück, da er nicht unter dessen Nachfolger Jitzchak Schamir vom Likud ein Ministeramt bekleiden wollte. Nachfolgerin als Gesundheitsministerin wurde Schoschana Arbeli-Almoslino.
Nach seinem Rücktritt wurde er Vorstandsvorsitzender der öffentlichen Baugesellschaft Solel Boneh. Allerdings trat er schließlich doch am 18. April 1988 als Minister ohne Geschäftsbereich in die von Schamir gebildete 22. Regierung ein und behielt dieses Amt auch in der darauf folgenden gebildeten Regierung unter Schamir bis zum 15. März 1990. Während dieser Zeit traf er sich wiederholt mit Vertretern der Palästinenser, war aber letztlich 1989 über deren Forderung nach einer zwangsweisen Lösung des palästinensischen Flüchtlingsproblems mit Israel enttäuscht.
1990 beabsichtigte Gur ursprünglich seine Kandidatur für das Amt des Vorsitzenden der Arbeiterpartei gegen Peres, zog diese Absicht aber letztlich aus Krankheitsgründen zurück und unterstützte daraufhin Jitzchak Rabin, der die Vorsitzendenwahl gegen Schimon Peres gewann. Nachdem Rabin am 14. Juli 1992 als Nachfolger von Jitzchak Schamir zum zweiten Mal Ministerpräsident geworden war, wurde Gur von diesem am 4. August 1992 zum stellvertretenden Verteidigungsminister in die 25. Regierung Israels berufen. In dieser Funktion arbeitete er auch in einer Verbindungsgruppe zwischen der Regierung und Siedlern im Gazastreifen und im Westjordanland. Am 16. Juli 1995 beging Gur wegen seines sich verschlechternden Gesundheitszustandes Selbstmord.

### Autor
Gur schrieb ab Ende der 1960er Jahre eine Kinderbuchserie, deren Protagonistin die deutsche Schäferhündin "Azit" (hebräisch "Die Tapfere") ist. Die Bücher wurden in Israel verfilmt.

## Veröffentlichungen
- Azit in the Palaces of Cairo (1970)
- Azit in Judean Desert (1970)
- Azeet, Paratrooper Dog (1971, engl. 1972)
- ”The Temple Mount is in our Hands!” (1974)
- Company D: The Story of a Partaroopers Unit (1982)
- Azit in Entebbe (1995)
- From North and Overseas: Service in the Northern Command and United States (posthum, 1998)

## Hintergrundliteratur
- Ofer Zvi (Hrsg.): Chief of Staff Motta Gur (1998)